# Храм Димитрия Солунского у Тверских ворот
Храм Димитрия Солунского, что у Тверских ворот — утраченный православный храм, находившийся в Москве, в Белом Городе, на Страстной площади (ныне Пушкинская площадь). Разрушен коммунистами в 1934 году.

## История
С конца XVI в. на месте нынешней Пушкинской площади стояли Тверские ворота Белого города, через которые проходила дорога на Тверь (впоследствии также на Петербург).
Деревянный храм в честь Димитрия Солунского существовал на этом месте с XVI века, первую каменную церковь возвели в 1625 году.
В 1791-95 старый храм был разобран, возведен новый однокупольный в стиле классицизма. Однако колокольня уцелела старая, 1645 года, интересная кубической формой яруса звона под шатром. Главный престол Святой Троицы, южный придел в трапезной Димитрия Солунского. В 1832 году храм был ещё раз перестроен.
Церковь славилась своим хором, так что известен случай, когда в 1804 году присутствовавшая публика сопроводила пение хора театральными аплодисментами и криками: «фора!» «фора!» (слово употреблялось тогда вместо современного «браво!»).
В двадцатые годы XX века храм был закрыт, сломан при реконструкции Тверской улицы (улицы Горького) в 1934 году. На месте снесённого храма был построен дом № 17 по Тверской улице.

## Фотогалерея

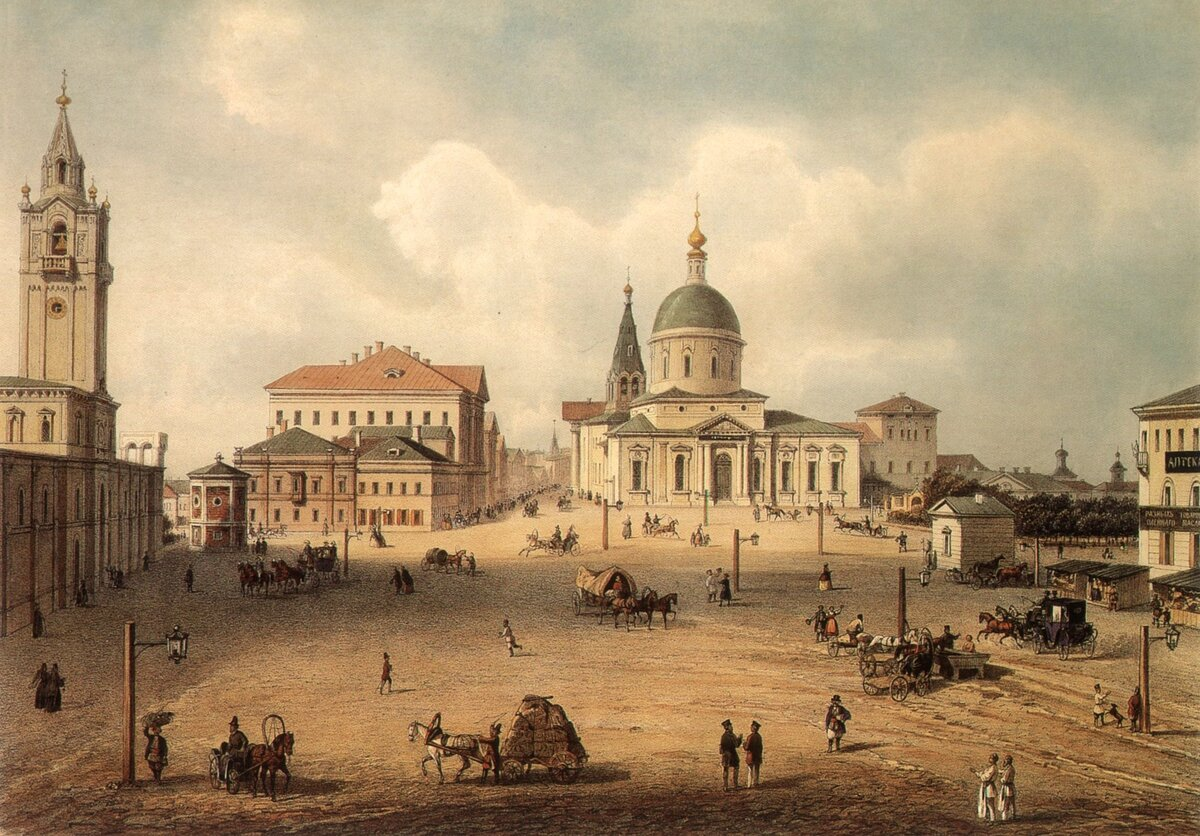
Страстная площадь в середине XIX века.
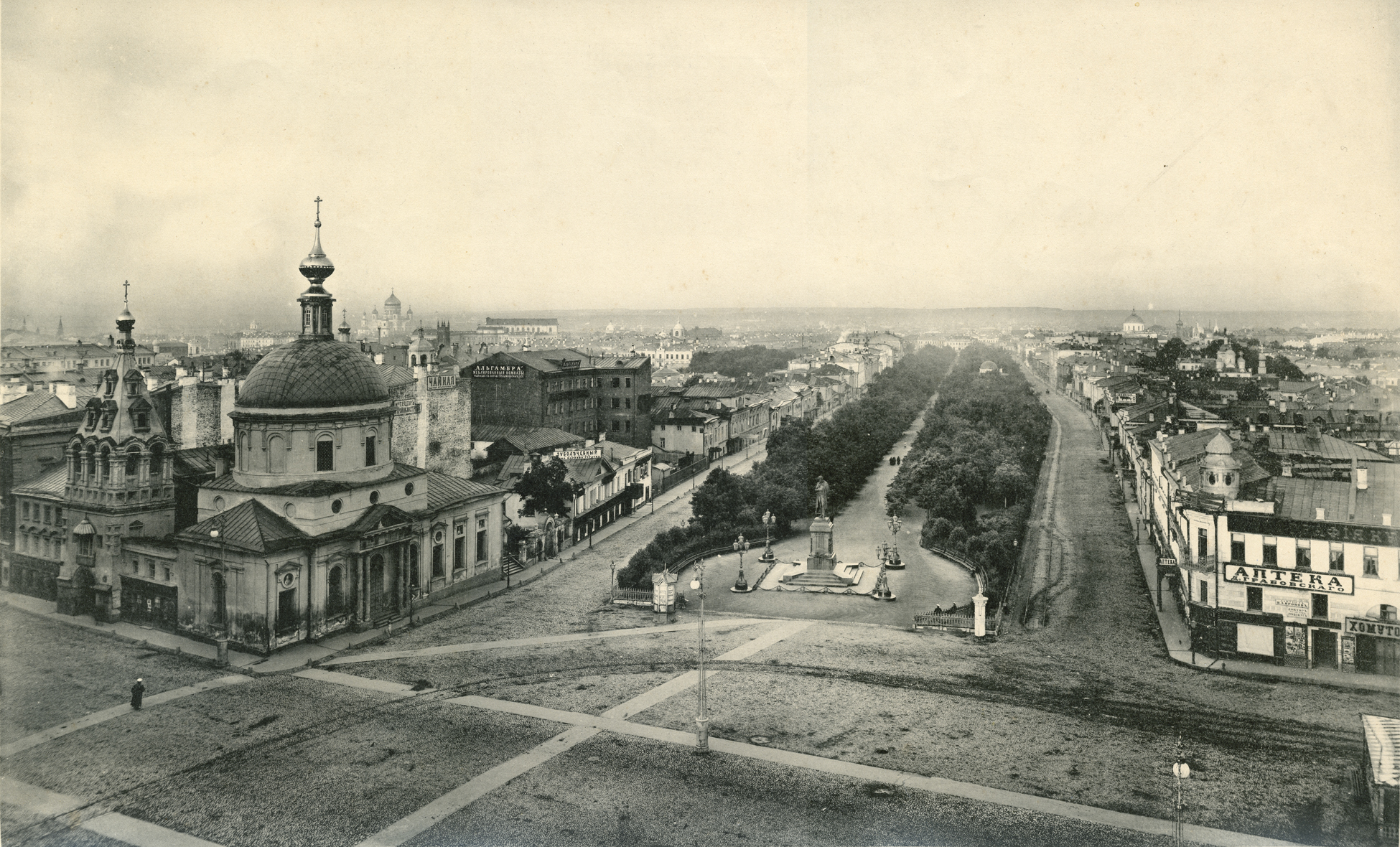
Страстная площадь с церковью, около 1900 г.
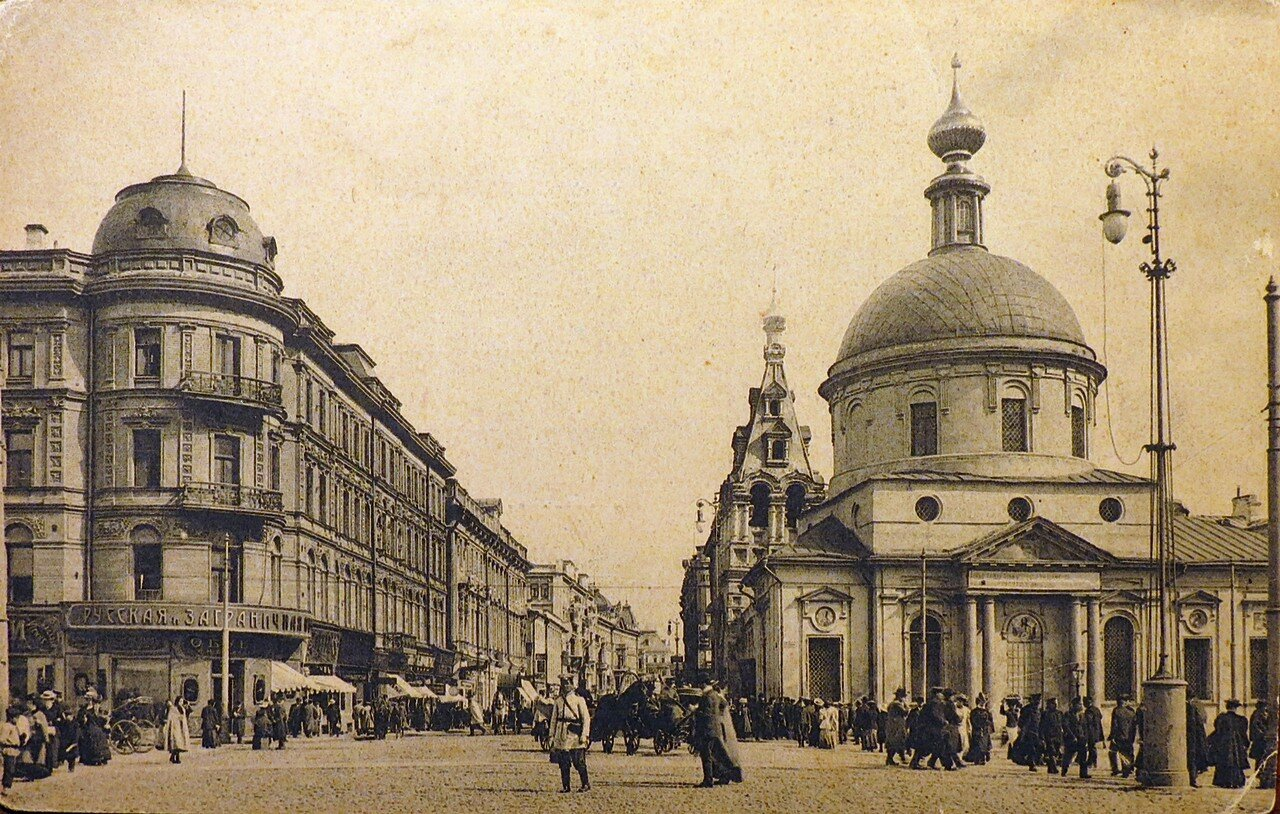
Тверская улица. Церковь Д.Солунского, 1901-1902 гг.
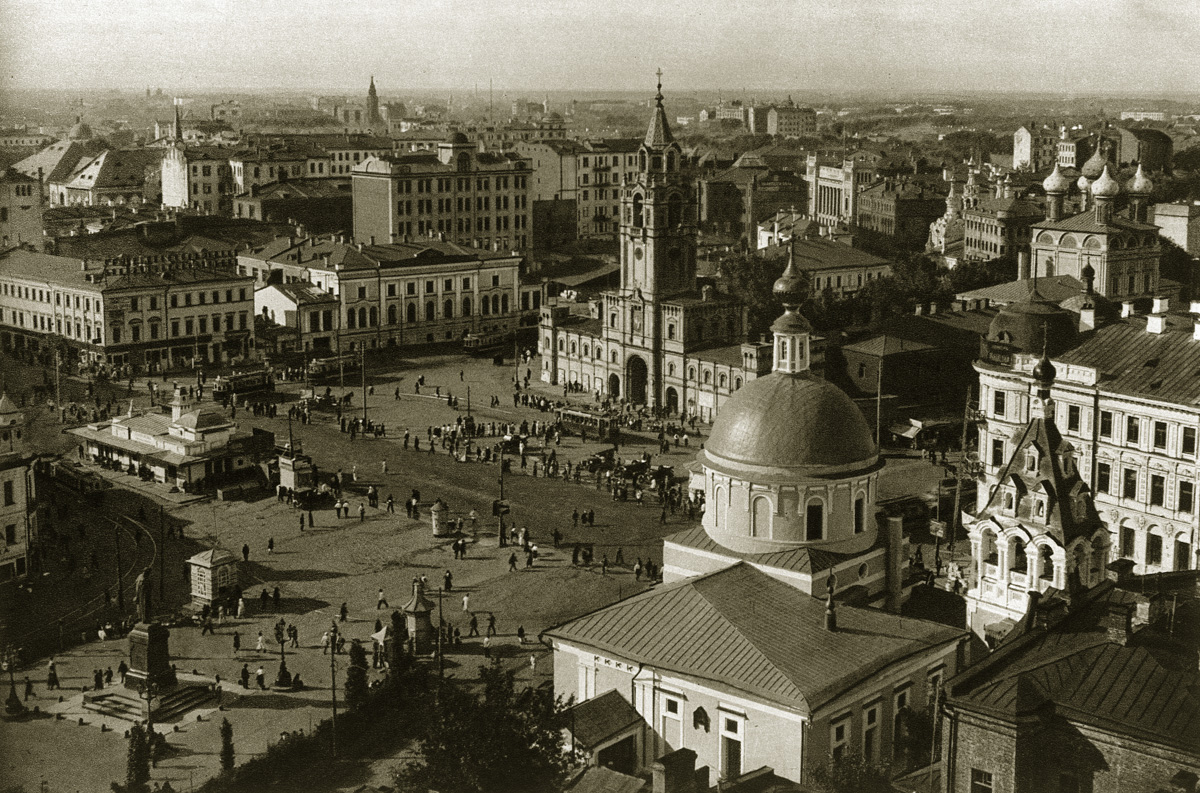
Страстная площадь. Справа церковь Д.Солунского. Фото 1925-1926 гг. с крыши дома Нирензее.
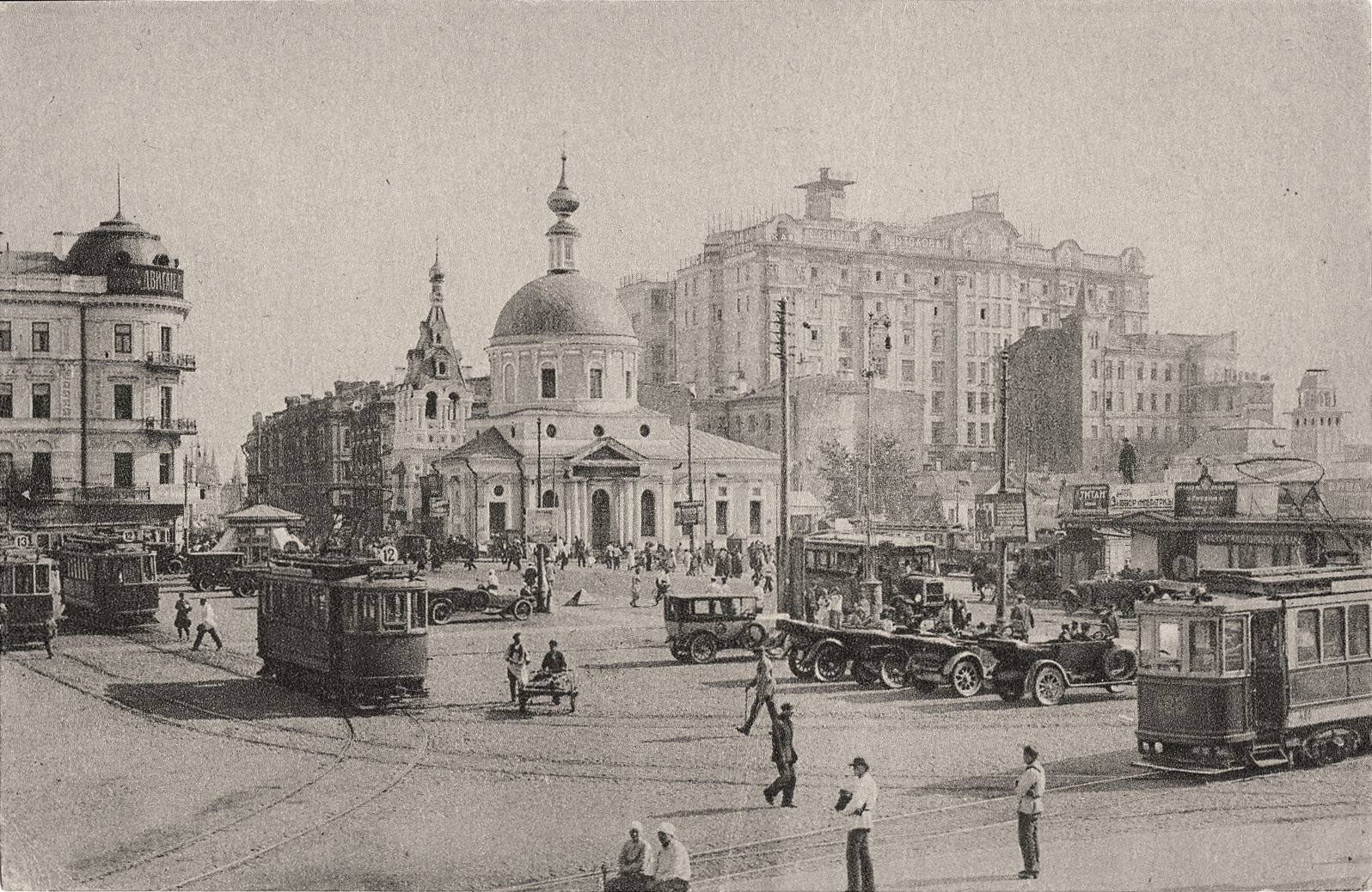
Страстная площадь в 1925 году.
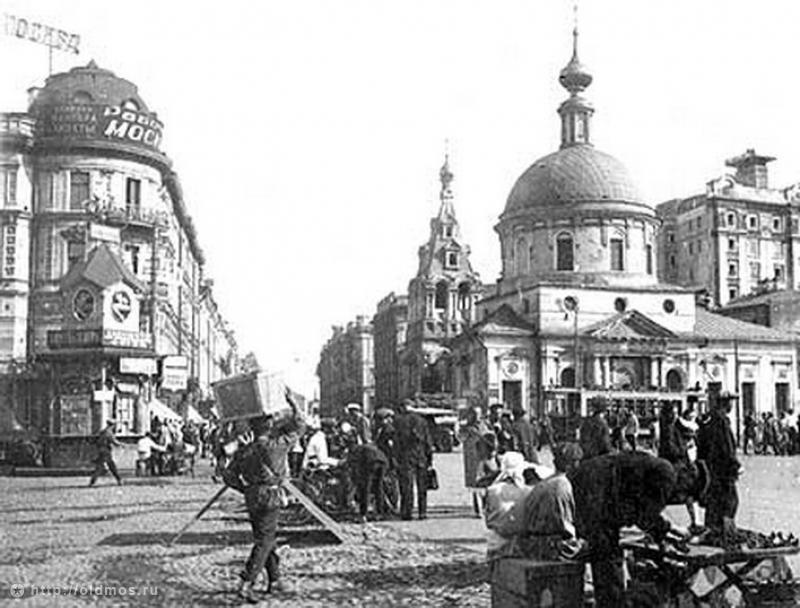
Страстная площадь в 1928 году.

## См.также
- Список храмов, упразднённых советской властью
- Пушкинская площадь (Москва)
- Тверская улица (Москва)